# Коломенский, Андрей Александрович
Андре́й Алекса́ндрович Коло́менский (12 июля 1920, Екатеринодар — 18 августа 1990, Москва) — профессор, советский учёный в области теоретической физики и техники ускорителей. Лауреат Премии Президиума АН СССР (1957), Ленинской премии (1959) и Государственной премии СССР (1981) в области импульсных электронных ускорителей. Удостоен почётного звания «Заслуженный деятель науки и техники РСФСР» (1991).
Учёный секретарь комиссии по физике высоких энергий Международного Союза чистой и прикладной физики (IUPAP (англ.)) (1964—1971 гг.). Член комиссии по динамике частиц Международной комиссии по ускорителям будущего ICFA (1987—1990). С 1968 года заведующий лабораторией проблем новых ускорителей Физического института им. П. Н. Лебедева АН СССР (ФИАН). С 1961 года заведующий кафедрой ядерных взаимодействий и ускорителей физического факультета МГУ им. М. В. Ломоносова.

## Биография
Родился в семье госслужащего Александра Васильевича Коломенского и педагога Ксении Николаевны Коломенской в Екатеринодаре (Краснодаре) 12 июля 1920 года.
В 1931 году с семьей переехал в Москву. В 1938 году после окончания средней школы № 110 поступил на физический факультет Московского государственного университета имени М. В. Ломоносова, где учился до ноября 1941 года. Затем учился в Горьковском государственном университете на физико-математическом факультете, который окончил летом 1942 года.
После окончания университета добровольцем пошёл на фронт и до конца Великой Отечественной войны служил в стрелковых частях на Воронежском, 1-м, 2-м, 3-м Украинских фронтах. Был трижды ранен; за выполнение боевых заданий награждён тремя орденами (орден Красной Звезды, Отечественной войны 1 и 2 степени) и восемью медалями. В 1944 году был принят в члены КПСС.
В июне 1946 года был демобилизован и направлен на кафедру «Строения вещества» физического факультета МГУ им. М. В. Ломоносова для переквалификации, которую проходил до апреля 1947 года. После окончания был направлен на работу в Физический институт им. П. Н. Лебедева (ФИАН), где работал сначала младшим научным сотрудником, с 1951 года — старшим научным сотрудником, с 1959 года — заведующим сектором, а с 1968 года — заведующим лабораторией «Проблем новых ускорителей» (Лаборатория проблем новых ускорителей).
С 1949 года одновременно вел педагогическую работу на физическом факультете МГУ им. М. В. Ломоносова, с 1959 года — в качестве профессора, с 1961 года — в качестве заведующего кафедрой «Ядерных взаимодействий и ускорителей» (Кафедра ядерных взаимодействий и ускорителей).

## Научные интересы
Основная область научных интересов: физика и техника ускорителей, физика плазмы, электродинамика, генерация и физика пучков частиц и коротковолнового излучения, новые методы ускорения мощных электронных и ионных пучков.
Коломенский известен как автор новых принципов ускорения частиц и фундаментальных работ по теории периодических магнитных систем, по теории микротрона, по динамике излучающих и взаимодействующих частиц. Принимал участие в разработке, проектировании, создании и запуске ряда ускорителей на высокую энергию, начиная с первого советского синхротрона, а также ряда мощных импульсных ускорителей прямого действия. Обнаруженные и исследованные им радиационные эффекты лежат в основе работы электронных синхротронов и накопителей, в методе встречных пучков. По его идеям и под его руководством была создана крупная установка, в которой впервые удалось сочетать функции ускорителя и накопителя электронов. Также им предсказан и исследован ряд коллективных эффектов в области динамики заряженных пучков: эффект отрицательной массы, резистивная неустойчивость, авторезонанс волны и частицы.

## Краткая хронология жизни и деятельности
- 12 июля 1920 года — родился в Краснодаре в семье Александра Васильевича и Ксении Николаевны Коломенских
- 1931—1938 гг. — учёба в средней школе № 110 г. Москвы
- 1938—1941 гг. — студент физического факультета МГУ им. М. В. Ломоносова
- 1941—1942 гг. — студент физико-математического факультета Горьковского государственного университета
- 1942—1946 гг. — служба в Советской Армии, Воронежский, 1-й, 2-й, 3-й Украинский фронты
- 1946—1947 гг. — переквалификация на кафедре «Строение вещества» физического факультета МГУ им. М. В. Ломоносова
- С 1947 года — младший научный сотрудник ФИАН СССР
- С 1949 года — ассистент, старший преподаватель, доцент физического факультета МГУ им. М. В. Ломоносова
- 1950 год — кандидат физико-математических наук
- С 1951 года — старший научный сотрудник ФИАН СССР
- 1957 год — доктор физико-математических наук. Диссертация на тему «Некоторые вопросы теории современных циклических ускорителей»
- 1957 год — лауреат премии Президиума АН СССР за разработку теории радиационных эффектов, лежащих в основе работы электронных синхротронов и накопителей
- С 1959 года — заведующий сектором ФИАН СССР
- 1959 год — лауреат Ленинской премии по физике за разработку и создание протонного синхрофазотрона на 10 млрд электронвольт
- С 1961 года — заведующий кафедрой «Ядерных взаимодействий и ускорителей» (Кафедра ядерных взаимодействий и ускорителей) физического факультета МГУ им. М. В. Ломоносова
- С 1968 года — заведующий лабораторией «Проблем новых ускорителей» ФИАН СССР (Краткая история лаборатории)
- 1964—1971 гг. — учёный секретарь комиссии по физике высоких энергий Международного союза чистой и прикладной физики (IUPAP (англ.))
- 1981 год — лауреат Государственной премии СССР за разработку научных основ и создание комплекса мощных импульсных электронных ускорителей
- 1987—1990 гг. — член комиссии по динамике частиц Международной комиссии по ускорителям будущего (ICFA)
- 18 августа 1990 года — скончался
- 27 апреля 1991 года — присвоено почётное звание «Заслуженный деятель науки и техники РСФСР»

## Основные публикации
Коломенский является автором более 248 публикаций, среди них свыше 200 научных работ, около 20 научных отчетов, опубликовано 4 монографии. Основными публикациями являются:
- А. А. Коломенский. Об излучении электрона в плазме с магнитным полем, ДАНСССР, 1956, т. 106, с. 982
- А. А. Коломенский, А.Н. Лебедев. Теория циклических ускорителей, М.: Физматгиз, 1962, 352 с.
- А. А. Коломенский. Физические основы методов ускорения заряженных частиц, М.: Московский университет, 1980, 302 с.
- А. А. Коломенский. Вынужденное ондуляторное излучение релятивистских электронов и физические процессы в электронном лазере, Квантовая электроника, 1978, т. 5, с. 1543
- А. А. Коломенский. Частично нейтрализованные сильноточные электронные пучки, Физика плазмы, 1988, т. 14, с. 559